# TMEM164
TMEM164 (англ. Transmembrane protein 164) – білок, який кодується однойменним геном, розташованим у людей на довгому плечі X-хромосоми. Довжина поліпептидного ланцюга білка становить 297 амінокислот, а молекулярна маса — 33 508.
| 10         |  | 20         |  | 30         |  | 40         |  | 50         |
| ---------- |  | ---------- |  | ---------- |  | ---------- |  | ---------- |
| MSRYSYQSLL |  | DWLYGGVDPS |  | FAGNGGPDCA |  | AFLSWQQRLL |  | ESVVVLTLAL |
| LEILVALRHI |  | LRQTKEDGRG |  | SPGSQPEQVT |  | QRPEEGKESL |  | SKNLLLVALC |
| LTFGVEVGFK |  | FATKTVIYLL |  | NPCHLVTMMH |  | IFLLACPPCR |  | GAIVVFKLQM |
| HMLNGALLAL |  | LFPVVNTRLL |  | PFELEIYYIQ |  | HVMLYVVPIY |  | LLWKGGAYTP |
| EPLSSFRWAL |  | LSTGLMFFYH |  | FSVLQILGLV |  | TEVNLNNMLC |  | PAISDPFYGP |
| WYRIWASGHQ |  | TLMTMTHGKL |  | VILFSYMAGP |  | LCKYLLDLLR |  | LPAKKID    |

A: Аланін

C: Цистеїн

D: Аспарагінова кислота

E: Глутамінова кислота

F: Фенілаланін

G: Гліцин

H: Гістидин

I: Ізолейцин

K: Лізин

L: Лейцин

M: Метіонін

N: Аспарагін

P: Пролін

Q: Глутамін

R: Аргінін

S: Серин

T: Треонін

V: Валін

W: Триптофан

Задіяний у такому біологічному процесі, як альтернативний сплайсинг. 
Локалізований у мембрані.